# Pierścień trywialny
Pierścień trywialny – pierścień określony na jednoelementowym zbiorze.

## Definicja
Pierścień {\displaystyle (R,+,\cdot )} nazywamy trywialnym, gdy jest on określony na jednoelementowym zbiorze {\displaystyle R=\{r\}.}
Wówczas z definicji pierścienia działania w tym pierścieniu są określone następująco:
{\displaystyle r+r=r,}
{\displaystyle r\cdot r=r.}

## Własności
- Pierścień trywialny jest jedynym pierścieniem, w którym elementy neutralne dodawania i mnożenia są sobie równe: {\displaystyle r=0=1.} Co więcej pierścień {\displaystyle R} jest zerowy wtedy i tylko wtedy, gdy elementy neutralne obu działań tego pierścieni są sobie równe. Mamy: {\displaystyle \forall _{r\in R}\;r=r\cdot 1=r\cdot 0=0.}
- Pierścienie trywialne są przemienne.
- Pierścienie trywialne są jedynymi skończonymi pierścieniami uporządkowanymi.